# Касане (аэропорт)
Аэропорт Касане (ИАТА: BBK, ИКАО: FBKE) — коммерческий аэропорт, расположенный в Касане (Ботсвана).

## Общие сведения
Аэропорт расположен на расстоянии около 7 км к юго-востоку от города. Авиакомпания Air Botswana осуществляет регулярные рейсы между Касане и Габороне по вторникам, пятницам и воскресеньям.
Многочисленные чартерные операторы предлагают рейсы в другие аэропорты вблизи Касане.
Благодаря своему расположению недалеко от национального парка Чобе, аэропорт используется главным образом на туристических направлениях. Большинство баз отдыха в районе Касане обеспечивают трансфер от и до аэропорта. Возможны туристические поездки к водопаду Виктория (Зимбабве).